# Елізабет Ремер
Елізабет «Пет» Ремер (нар. 4 вересня 1929 – пом. 8 квітня 2016) — американський астроном і педагог, яка спеціалізувалася на астрономії, особливо на кометах і малих планетах. Вона була добре відома завдяки пошуку втрачених комет, а також відкриттям двох астероїдів, спільному відкриттю супутника Юпітера Фемісто й астероїдом 1657 Ремера, названому на її честь.

## Біографія
Ремер народилася 4 вересня 1929 року в Окленді, штат Каліфорнія, виховувалась в Аламіді, штат Каліфорнія, батьком і матір'ю Річардом Квіріном та Елсі Б. Ремер. З юних років Ремер проявляла інтерес до наукових міркувань і питань астрономії. В одному з інтерв'ю вона розповіла, що коли перейшла в середню школу, багатьом її вчителям не вистачало належної кваліфікації. Оскільки її шкільні роки припали на роки Другої світової війни, багато людей викладали без достатньої освіти. Один із її вчителів загальних наук зробив зауваження з астрономічним підтекстом, які, на думку Ремер, було невірними. Одним із цих тверджень було те, що Полярна зоря — найбільша зірка. Попри відсутність книг або джерел з правильними відповідями, Ремер залюбки шукала інформацію в іншому місці. Вона зв'язалася з асистентом викладача кафедри астрономії Берклі, який допоміг їй знайти відповіді, які вона шукала. Це стало початком її інтересу до нових аспектів астрономії.
У 1946 році Ремер закінчила школу з відзнакою, того ж року виграла Національний конкурс наукових талантів Westinghouse. Вона стала серйозним астрономом-любителем і була сповнена рішучості продовжити вивчати комети та астероїди. У 1950 році вона закінчила Каліфорнійський університет у Берклі зі ступенем бакалавра астрономії. Вона закінчила навчання з відзнакою як стипендіат Берти Долбір. Під час навчання в аспірантурі в Берклі Ремер викладала в Окленді для забезпечення фінансування свого навчання у 1950—1952 роках. Цей досвід дозволив їй розвинути пристрасть до викладання. У 1954—1955 роках вона працювала асистентом астронома та лаборантом в Лікській обсерваторії Каліфорнійського університету, у 1955 році здобула ступінь доктора філософії в Берклі.
Здобувши ступінь доктора філософії, Ремер продовжила працювати в Каліфорнійському університеті як асистент астронома та проводила дослідження в Єрській обсерваторії Чиказького університету. Ремер отримала звання астронома у 1957 році в військово-морській обсерваторії США у Флегстаффі, штат Аризона. Вона зробила новий крок у повторному відкритті комет, використовуючи 40-дюймовий рефлектор високої чіткості для фотографування та аналізу ядер. Її новаторські дослідження сприяли пошуку десятків короткоперіодичних комет, які обертаються навколо Сонця за менше ніж 20 років. На той час у вчених не було методів чи обладнання, які могли б легко відстежувати такі комети, як тільки відстань ставала надто великою вони «губилися». Ремер знайшла ці втрачені комети, досліджуючи область, у якій, за підрахунками, вони мали знаходитись, коли оберталися навколо Сонця, і виявила слабкий рух відносно навколишніх зірок. Це було непросто, оскільки передбачити положення та яскравість комети надзвичайно важко, особливо для комет, які були відсутніми протягом тривалого часу. Дані Ремер і вимірювання яскравості цих знайдених комет на великих відстанях допомогли астрономам її часу та дозволили відстежувати багато короткоперіодичних комет навколо Сонця аж до сьогодні.
У 1965 році вона стала виконувачем обов'язків директора Військово-морської обсерваторії США. У 1966 році вона отримала посаду доцента в місячно-планетній лабораторії в Університет Аризони (УА) в Тусоні, у 1969 році її підвищили до професора. Крім того, її попросили очолити комітет, який заснував Департамент планетарних наук УА у 1972 році. У 1980 році як професор УА, вона працювала астрономом у Тусонській обсерваторії Стюарда до 1997 року. Ремер вийшла на пенсію у 1998 році, але продовжила свої дослідження комет й астероїдів як астроном й емерит. 8 квітня 2016 року Ремер померла у Тусоні, штат Аризона.

## Міжнародний астрономічний союз
Ремер відзначили як зразкового члена астрономічної спільноти, вона працювала у багатьох астрономічних комісіях й організаціях. Протягом багатьох років вона обіймала різні посади, включно з президентом і віцепрезидентом комісій Міжнародного астрономічного союзу.

## Основні досягнення
У 1961 році астероїд 1657 Ремера назвали на честь доктора Ремер. Вона відкрила астероїд 1930 Люцифер 29 жовтня 1964 року та астероїд 1983 Бок 9 червня 1975 року. У 1975 році спільно з Чарльзом Ковалем вона відкрила супутник Юпітера Фемісто. Фемісто втратили невдовзі після відкриття, оскільки це нерегулярний супутник Юпітера. Однак у 2000 році його остаточно знайшли. Протягом своєї кар'єри Ремер знайшла 79 короткоперіодичних комет й обчислила орбіти багатьох комет і малих планет.

## Нагороди та визнання
Ремер отримала кілька нагород і визнань протягом свого життя та професійної кар'єри. Вона була лауреатом премії Б. А. Гулда Національної академії наук, спеціальної нагороди НАСА та лауреаткою лекторської програми Донохо Тихоокеанського астрономічного товариства. У 1960 році журнал «Mademoiselle» відзначив її роботу з кометами та назвав однією з десяти молодих жінок року. Ремер висловила надію в одному листі, що її нагорода «Mademoiselle Merit» заохотить інших робити астрономічні дослідження.

## Смерть і спадщина
Елізабет Ремер була активним членом астрономічної спільноти до своєї смерті у 2016 році. Вона стала членом Ловеллівської обсерваторії у 2006 році, а також членом Товариства Персіваля Ловелла. Перед смертю вона зробила пожертву, яку використали для створення фонду, який сприяє підтримці придбання, розробки, технічного обслуговування та доступу до вдосконалених технологій і матеріалів в обсерваторії. Її підтримка створила безпечну й ефективну організацію, роботу обладнання та технологій обсерваторії.